# Trilochana caseariae
Trilochana caseariae is een vlinder uit de familie wespvlinders (Sesiidae), onderfamilie Sesiinae.
Trilochana caseariae is voor het eerst wetenschappelijk beschreven door Yang & Wang in 1989. De soort komt voor in het Oriëntaals gebied.